# Odón de Montbéliard
Odón de Montbéliard (también conocido como Eudes) fue uno de los principales barones del Reino de Jerusalén a principios del siglo XIII. A menudo ocupó los más altos cargos en el reino, incluidos los de bailío (virrey) y condestable (comandante del ejército). 
Odón era hijo o sobrino de Gualterio de Montbéliard, que era un regente de los reinos de Jerusalén y Chipre. La esposa de Odón, Eschiva de Saint Omer, fue la heredera del Principado de Galilea.
En 1220 Odón fue nombrado condestable del Reino de Jerusalén por el rey Juan de Brienne. En 1223, Odón fue nombrado bailío del reino. Sin embargo, en 1227, el Sacro Emperador Romano y rey de Jerusalén Federico II Hohenstaufen envió a Tomás I de Aquino para reemplazar a Odón. Al año siguiente, Odón fue nombrado como uno de los tres comandantes de la cruzada de Federico II junto con Ricardo Filangieri y Hermann von Salza.
Al final de la sexta cruzada, justo antes de que Federico dejara Acre (1229) para regresar a Europa, nombró a Odón como condestable. Luego, mientras Federico se dirigía al puerto, fue acribillado con estiércol y entrañas por la gente crítica de Acre. Odón y Juan de Ibelín sofocaron los disturbios.
En 1233, Odón quedó atrapado en el descontento por la decisión de Federico de nombrar a Felipe de Maugastel como bailío; un nombramiento que Odón estaba dispuesto a apoyar. Una turba furiosa atacó a los partidarios de Felipe y fue solo la intervención de Juan de Cesarea salvó a Odón de ser asesinado. Odón y Balián de Sidón compartieron el cargo de bailío en 1236 en contra de los deseos del papa Gregorio IX, cuya elección de Ricardo Filangieri era inaceptable para los barones.
Entre 1239 y 1240, Odón participó en la cruzada de Teobaldo I de Navarra, pero hubo tensiones entre Teobaldo y los barones locales, incluido Odón. Sin embargo, el tratado entre Teobaldo y el sultán de Damasco en 1240 devolvía Galilea al Reino de Jerusalén, y como Odón de Montbéliard era príncipe titular de Galilea (por derecho de su matrimonio con Eschiva de Saint-Omer), ahora asumía el gobierno de Galilea.
Tiberíades, la capital de Galilea, fue saqueada por los jorezmitas en 1244, después de lo cual Odón comenzó a reconstruir la ciudadela. Pero en 1247 la ciudad de Tiberíades y el Principado de Galilea de Odón se perdieron ante los ejércitos del sultán ayubí Al-Salih Ayyub. Odón murió más tarde ese año.